# Comminges
Comminges sau Comenge  este o regiune istorică situată în sudvestul Franței. Ea se află în prezent în Département Haute-Garonne,  Saint-Gaudens și Muret.. Localitățile mai importante din regiune sunt: Saint-Gaudens, Muret, Saint-Bertrand-de-Comminges, Miramont-de-Comminges și Frontignan-de-Comminges.

## Istoric
În perioada antică în regiune trăia poporul aquitan, o populație bască ce se află în prezent de-a lungul Oceanului Atlantic și a Munților Pirinei la granița cu Spania. În timpul goților de vest prin anii 410, aparținea de regatul din Tolosa. După bătălia de la Vouillé din anul 507 aparține de Imperiul francilor. Prin secolul VIII devine un principat gascon. Urmează o perioadă tulbure în care regiunea aparține prin secolul XI de comitatul din Toulouse, apoi prin secolul XIII de regatul de Aragon. Ca în anul 1229 să fie anexat Franței.